# しゃべんじゃーず
アメコミトークライブ『しゃべんじゃーず』は2016年12月よりYouTube上で、アメコミ情報を配信するYouTubeチャンネルである。

## 概要
キャッチコピーは「アメコミ作品を1.5倍面白くする」アメコミトークライブしゃべんじゃーず！
柳生玄十郎、新美真志、花澤歩が公開前のアメコミ映画を中心にアベンジャーズ、ジャスティスリーグ、スパイダーマン、バットマン、Ｘ－ＭＥＮ達をテーマにしゃべりまくりまくります！

## 出演者
柳生玄十郎
アメコミ大好きなしゃべんじゃーずのリーダー
。
ジャガモンド斉藤
しゃべんじゃーずを卒業　今はシネマンションで活躍中
花澤歩
フィギュアが大好きな女優さん　愛称はあゆみん　なおたすあゆみんにも所属
新美真志
ドラえもん大好き　ドラえもんトークライブ『ドラいぶ』にも所属
ラティーン
アラスカ出身のStar Trek好き
ミャー内
アルティメットしゃべんじゃーずのＭＣでバックトゥザフューチャーマニア

## アメコミ道場
アメコミ道場とは、キャプテンアメリカや、ジョーカーなどの様々なアメコミキャラクターを柳生玄十郎がメンバーに解説する形態の動画のことである。　